# Pascal Estève
Pascal Estève (* 29. März 1961 in Toulouse) ist ein französischer Filmkomponist. Er hat für vier Spielfilme von Patrice Leconte die Filmmusik geschrieben.
Estève erhielt seit seiner Kindheit Klavierunterricht, besuchte Kurse in der privaten Musikschule Association Jeanne Vidal und das Konservatorium in Toulouse. In Paris studierte er Piano bei Aldo Ciccolini
1991 und 1993 komponierte er die Filmmusik für zwei Kurzfilme des französischen Regisseurs Philippe Sisbane. 1994 schrieb er zum ersten Mal mit Das Parfum von Yvonne die Musik für einen Film von Patrice Leconte, mit dem er in drei weiteren Filmen zusammenarbeitete. 

## Filmografie
- 1994: Das Parfum von Yvonne (Le parfum d’Yvonne), Regie Patrice Leconte
- 1994: L’Irrésolu, Regie Jean-Pierre Ronssin
- 2000: Die Witwe von Saint-Pierre (La veuve de Saint-Pierre), Regie Patrice Leconte
- 2000: Le jour de grâce, Kurzfilm, Regie Jérôme Salle
- 2002: Das zweite Leben des Monsieur Manesquier (L’Homme du train), Regie  Patrice Leconte
- 2002: Regarde-moi (Le joli corps), Kurzfilm, Regie Guillaume Brac
- 2004: Intime Fremde (Confidences trop intimes), Regie Patrice Leconte